# Yasutsune Uehara
Yasutsune Uehara (jap. 上原 康恒 Uehara Yasutsune; ur. 12 października 1949 w Naha) – japoński bokser, zawodowy mistrz świata kategorii junior lekkiej.
Po udanej karierze amatorskiej przeszedł na zawodowstwo w 1972. Co prawda drugą walkę zawodową przegrał, ale potem odnotował dziewięć kolejnych zwycięstw, w tym siedem przed czasem. 29 listopada 1973 w Naha wygrał w walce towarzyskiej z ówczesnym mistrzem świata w kategorii junior lekkiej (superpiórkowej) organizacji WBC Ricardo Arredondo.
24 sierpnia 1974 w Honolulu otrzymał szansę pojedynku o mistrzostwo świata wagi junior lekkiej organizacji WBA, ale broniący tytułu Ben Villaflor znokautował go w 2. rundzie. Była to jedyna porażka przed czasem w całej karierze Uehary. W 1975 Uehara zdobył tytuł mistrza Japonii w wadze junior lekkiej i utrzymał go do 1980, dwukrotnie go w tym czasie tracąc i odzyskując.
Kolejną walkę o mistrzostwo świata stoczył 2 sierpnia 1980 w Detroit, podczas tej samej gali bokserskiej, w której Thomas Hearns znokautował Pipino Cuevasa. Obrońcą tytułu WBA w wadze junior lekkiej był Samuel Serrano, który od 1976 dziesięciokrotnie skutecznie walczył w jego obronie. Przez pierwsze pięć rund Serrano wyraźnie przeważał, ale pod koniec 6. rundy Uehara zaatakował go przy linach i powalił ciosem w szczękę. Serrano został wyliczony na sekundę przed gongiem kończącym rundę, a Uehara zdobył pas WBA.
W pierwszej obronie tytułu mistrzowskiego Uehara pokonał 20 listopada 1980 w Tokio na punkty Leonela Hernándeza, ale w kolejnej stracił tytuł po porażce na punkty w rewanżu z Serrano 9 kwietnia 1981 w Wakayamie. Po tej walce zakończył karierę bokserską.